# Dampierre-lès-Conflans
Dampierre-lès-Conflans ist eine französische Gemeinde im Département Haute-Saône in der Region Bourgogne-Franche-Comté.

## Geographie
Dampierre-lès-Conflans liegt auf einer Höhe von 302 m über dem Meeresspiegel, acht Kilometer südwestlich von Saint-Loup-sur-Semouse und etwa 25 Kilometer nördlich der Stadt Vesoul (Luftlinie). Das Dorf erstreckt sich im nördlichen Teil des Departements, auf einer Anhöhe westlich des Tals des Planey, auf der Ostabdachung des Mont d'Olivette.
Die Fläche des 10,37 km² großen Gemeindegebiets umfasst einen Abschnitt in der leicht gewellten Landschaft nördlich der Talebene der Lanterne. Der zentrale Teil des Gebietes wird von einem in West-Ost-Richtung verlaufenden Höhenrücken eingenommen, der durchschnittlich auf 300 m liegt. Mit 328 m wird auf dem Mont d'Olivette westlich des Ortes die höchste Erhebung von Dampierre-lès-Conflans erreicht. In geologisch-tektonischer Hinsicht besteht der Höhenrücken aus einer Wechsellagerung von sandig-mergeligen und kalkigen Sedimenten, die während der Lias (Unterjura) abgelagert wurden. An einigen Orten tritt auch Muschelkalk der mittleren Trias zutage.
Gegen Norden und Osten fällt die Höhe relativ steil zu den angrenzenden Tälern von Ruisseau de Cou und Planey ab. Letzterer fließt durch eine breite Alluvialniederung, die durchschnittlich auf 230 m liegt und eine Breite von maximal einem Kilometer aufweist. Bei Varigney mündet er in die Semouse, welche auf einem kurzen Abschnitt die südöstliche Grenze markiert. Die südliche Abgrenzung verläuft entlang ihrem rechten Zufluss Ruisseau du Vass. Auf der Anhöhe von Dampierre und in den Tälern herrscht landwirtschaftliche Nutzung vor. Nach Westen erstreckt sich das Gemeindeareal in die ausgedehnten Waldungen von Grand Bois, Clair Bois und Bois de l'Étang.
Zu Dampierre-lès-Conflans gehört die Siedlung Varigney (231 m) in der Talaue am Zusammenfluss von Planey und Semouse. Nachbargemeinden von Dampierre-lès-Conflans sind Jasney im Norden, Plainemont und Briaucourt im Osten, Conflans-sur-Lanterne, Bassigney und Bourguignon-lès-Conflans im Süden sowie Saint-Rémy-en-Comté und Melincourt im Westen.

## Geschichte
Erstmals urkundlich erwähnt wurde Dampierre im Jahr 1176 im Rahmen einer Schenkung an das Kloster Clairefontaine. Im Mittelalter gehörte das Dorf zur Kastellanei Conflans, die dem Herzogtum Bar unterstellt war und bildete somit eine Enklave in der Freigrafschaft Burgund. Während des Dreißigjährigen Krieges wurde Dampierre 1636 von schwedischen Truppen vollständig zerstört und vermutlich erst zu Beginn des 18. Jahrhunderts an der heutigen Stelle wieder aufgebaut. Im Weiler Varigney existierte bis zum 18. Jahrhundert ein Hochofen, danach eine Gießerei.

### Forges de Varigney

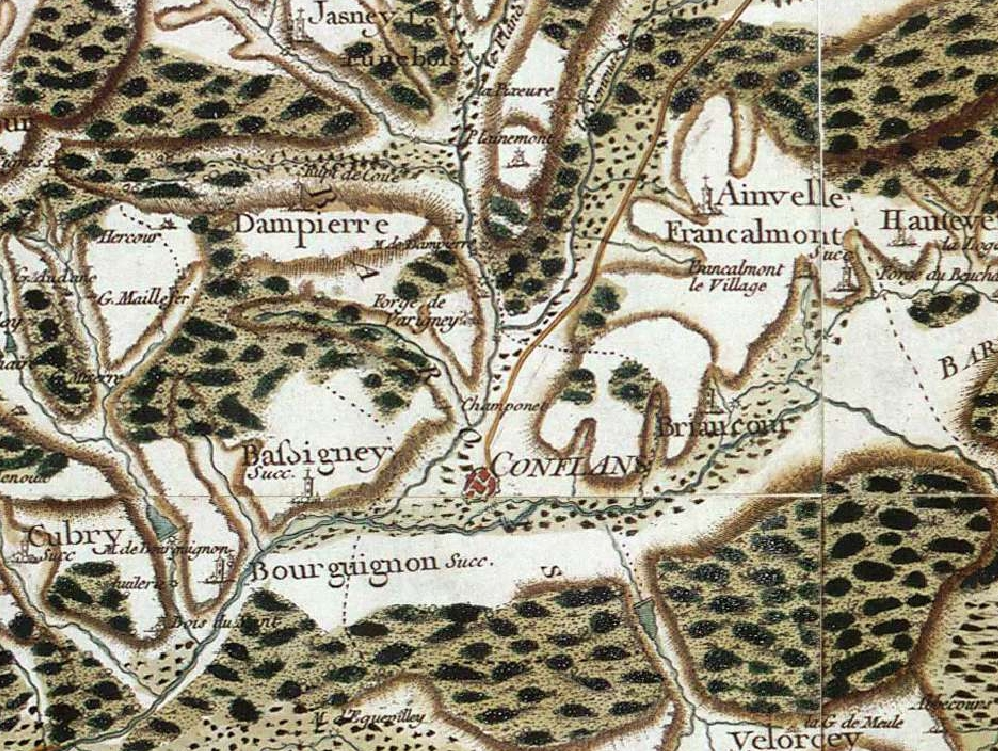
Forges de Varigney, 18. Jh

Die Forges de Varigny (deutsch: Eisenhütten) existierten seit dem 18. Jahrhundert in Varigney. 1719 übertrug das Kloster Clairefontaine das Recht einen Hochofen am Ufer des Planey zu errichten an Jean-Baptiste Perreu aus Épinal. 1728 begann die Produktion, in der Französischen Revolution ab 1790 wechselte der Betrieb mehrmals den Besitzer. Die Produktion stieg von 300 t im Jahr 1786 auf 400.000 Livres (Pfund) im Jahr 1811. 1834 ließ Jérôme-Auguste Patret eine weitere Produktionshalle als Zweitschmelzanlage (fonte de seconde fusion) bauen. Das Erz stammte aus Conans-sur-Lanterne und Briaucourt, beide in der Nähe gelegen. Die Produktion wurde weiter ausgebaut, 1862 übernahm Albert Ricot, Schwiegersohn von Patret die Fabrik. Er stellte Produkte für die Eisenbahnen und die Straßen- und Brückenverwaltung (Ponts et Chaussées) her. 1863 wurden 420 t Roheisen und 530 t Gusseisen hergestellt. 1870 wurde der Hochofen ausgeblasen (heruntergefahren). Neben Eisenbahnzubehör wurden Verkehrsschilder, Wassertröge, Brunnenbecken, Öfen und anderes hergestellt. Nach dem Ersten Weltkrieg wurde das Produktionsprogramm erweitert, z. B. um Öfen und Herde und das Emaillieren von Gusseisen. Die Firma wurde in eine Aktiengesellschaft umgewandelt, 1955 schloss die Firma. Eine mechanische Werkstatt wurde weiterbetrieben. 1982 wurden die meisten Gebäude abgerissen. Beschäftigungszahlen: 1788 - 250, 1875 - 88, 1893 - 53, 1929 - 72 und 1938 ca. 40.

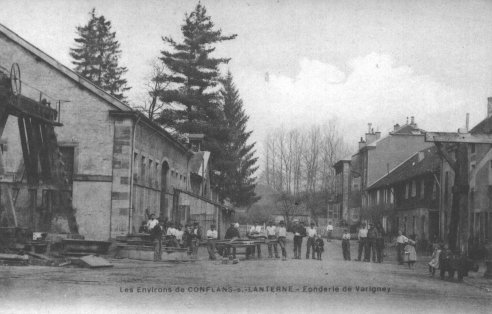
Fabrikhof der Forges de Varigney, Anfang 20. Jh

Seit 1971 existiert eine Gesellschaft Les Forges De Varigney, die sich mit der Verwaltung der Immobilie befasst.

## Bevölkerung
| Jahr                       | 1962 | 1968 | 1975 | 1982 | 1990 | 1999 | 2006 | 2012 | 2019 |
| Einwohner                  | 225  | 234  | 223  | 205  | 252  | 268  | 264  | 268  | 250  |
| Quellen: Cassini und INSEE |      |      |      |      |      |      |      |      |      |

Mit 258 Einwohnern (1. Januar 2022) gehört Dampierre-lès-Conflans zu den kleinen Gemeinden des Départements Haute-Saône. Nachdem die Einwohnerzahl in der ersten Hälfte des 20. Jahrhunderts deutlich abgenommen hatte (1881 wurden noch 787 Personen gezählt), wurde seit Beginn der 1980er Jahre wieder ein leichtes Bevölkerungswachstum verzeichnet.

## Sehenswürdigkeiten
Die Kirche Saint-Pierre-et-Saint-Paul wurde um 1780 neu erbaut und besitzt Mobiliar aus dem 18. Jahrhundert sowie eine Kanzel im Louis-XV-Stil.
Der Ortskern ist geprägt durch zahlreiche Häuser aus dem 18. Jahrhundert, die den traditionellen lothringischen Stil zeigen. In Varigney befindet sich die Kapelle Saint-Éloi.

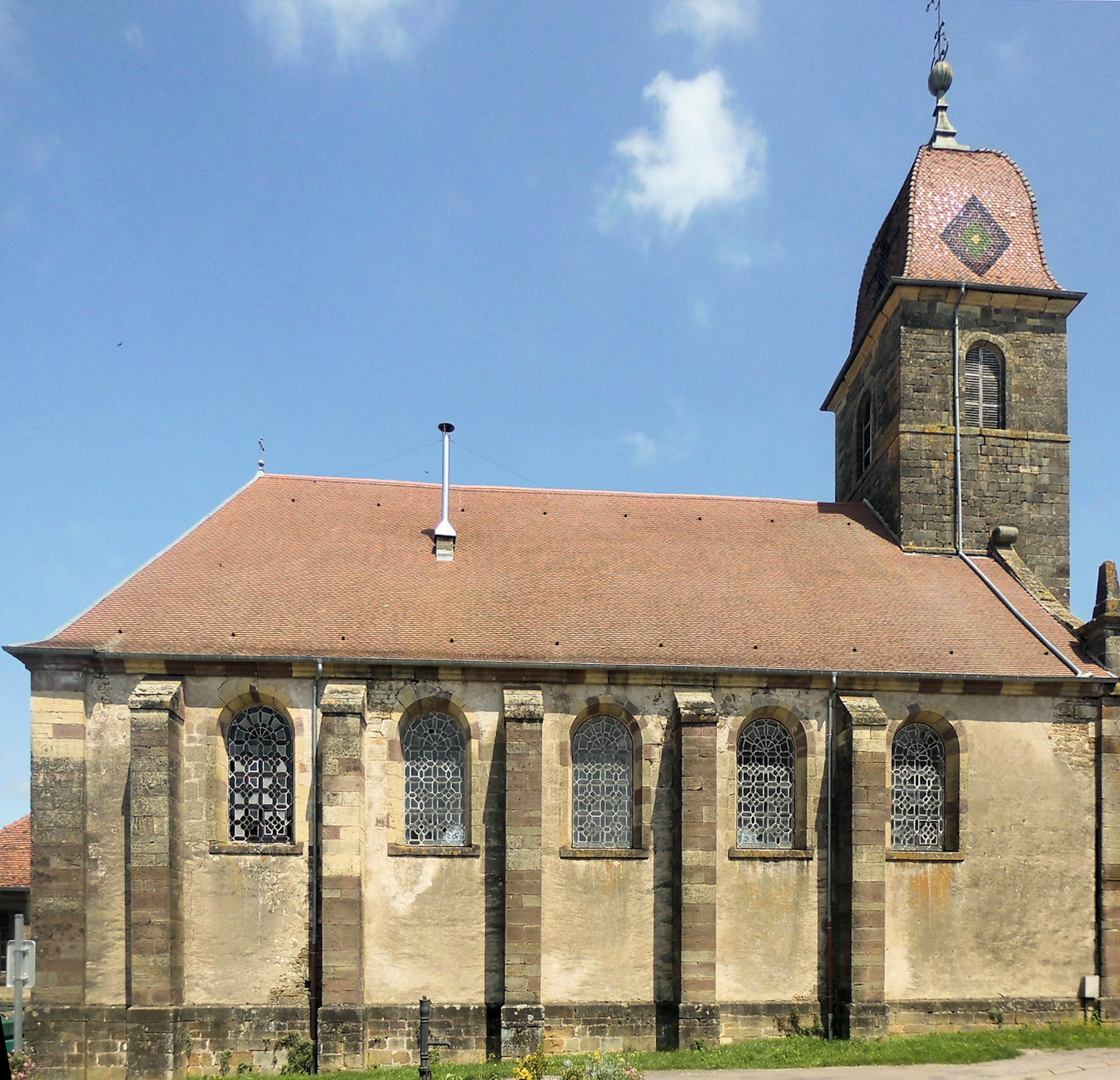
Kirche Saint-Pierre-et-Saint-Paul
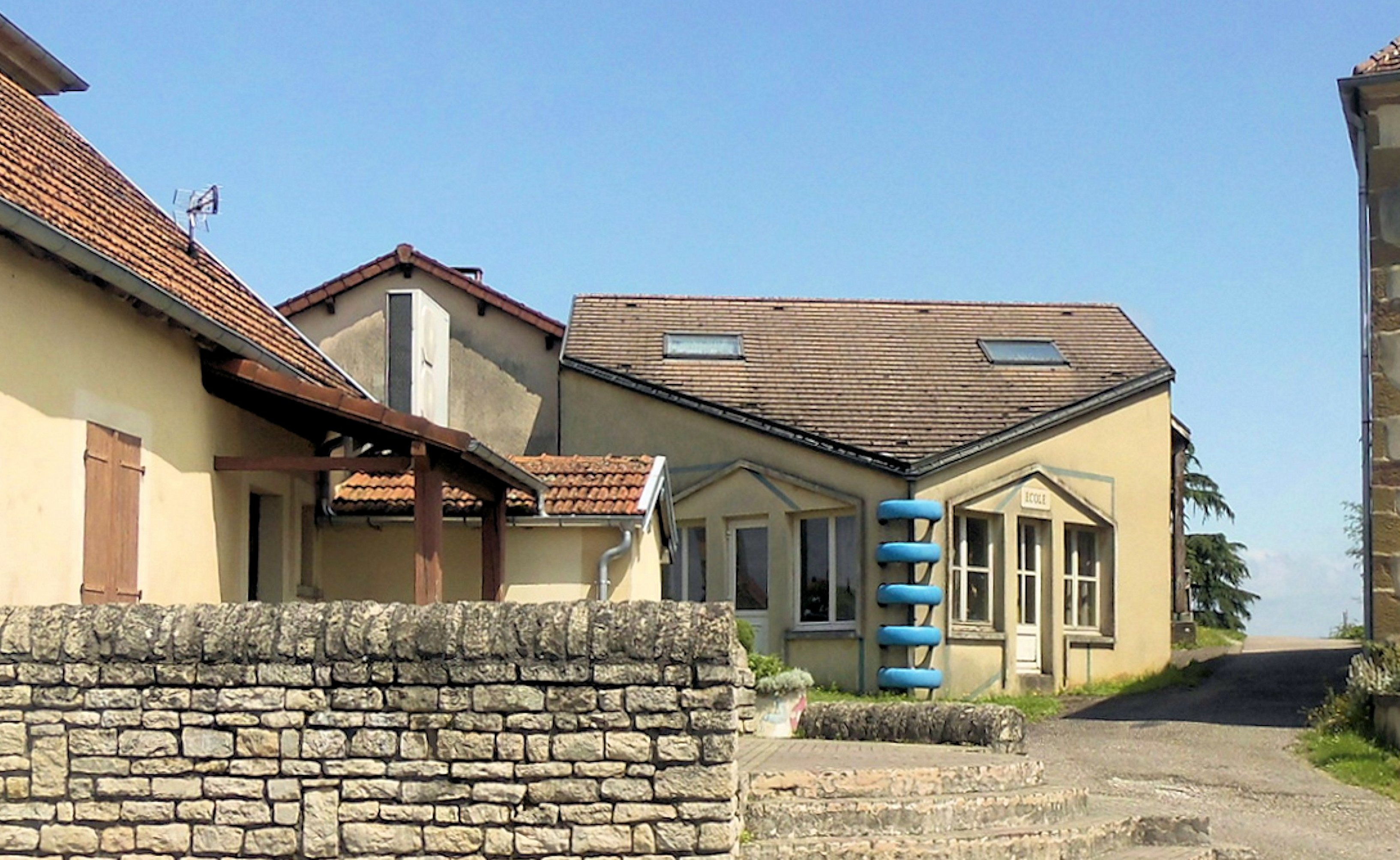
Grundschule
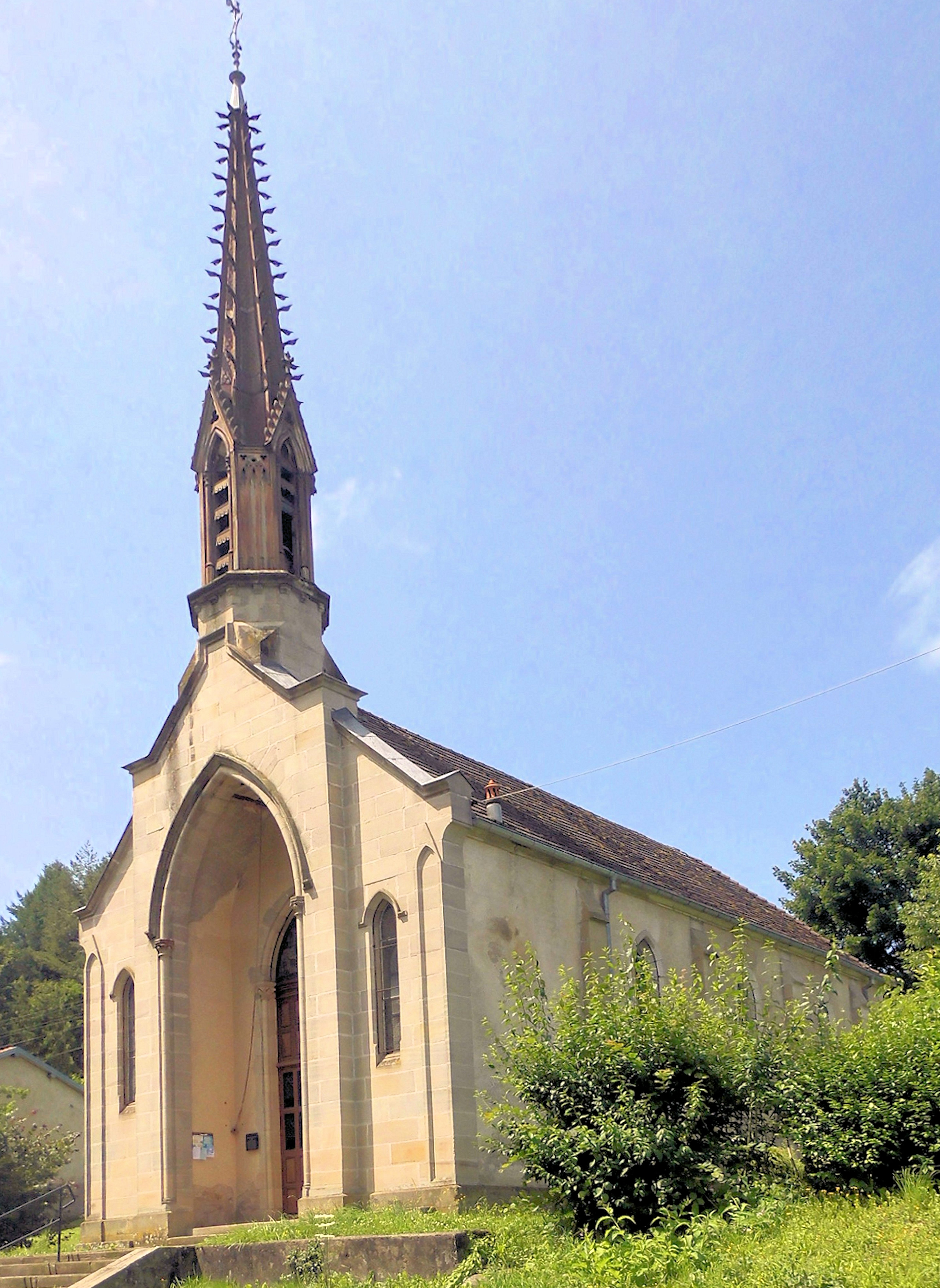
Kapelle Saint-Éloi im Weiler Varigney
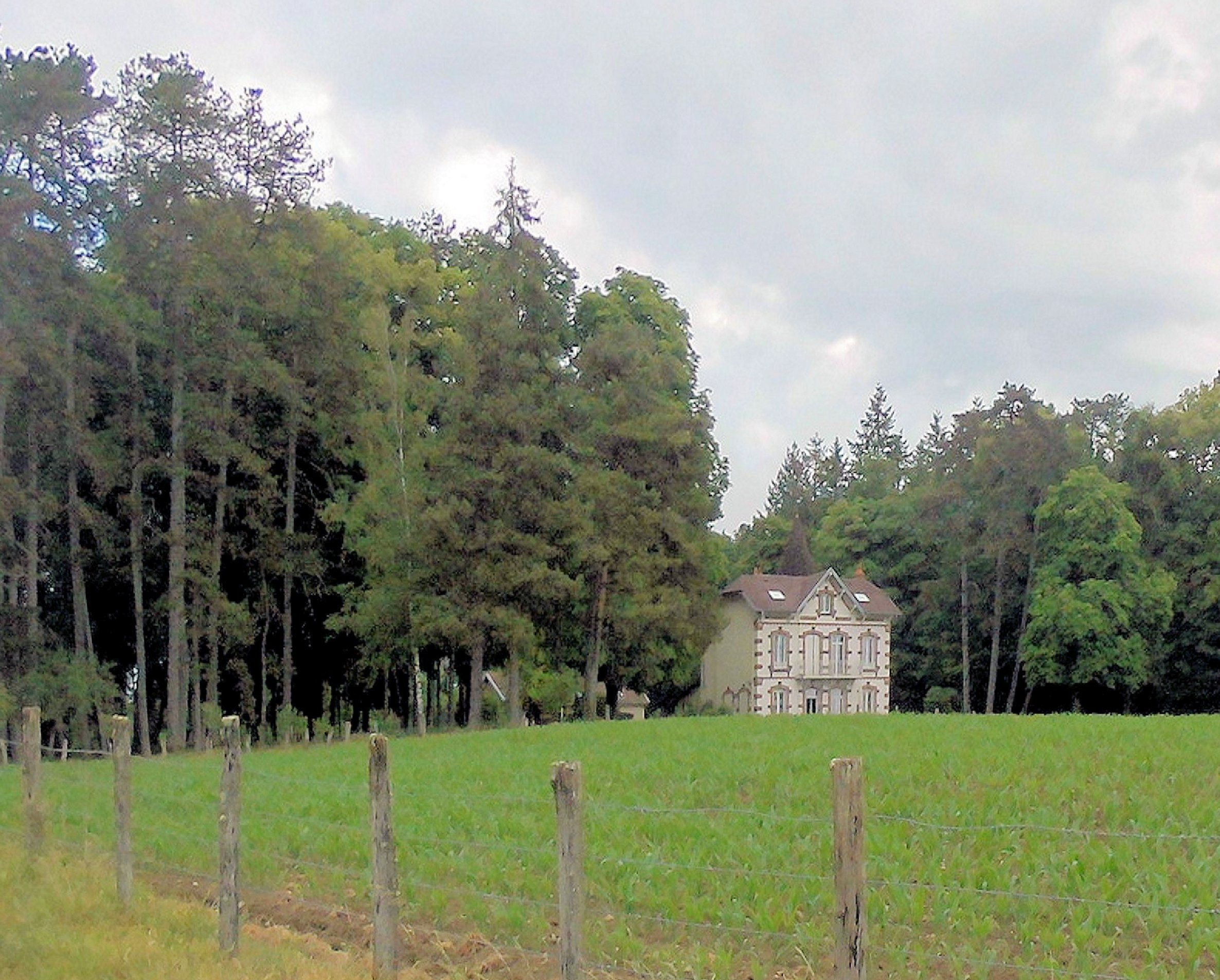
Herrenhaus Villa des pins

## Wirtschaft und Infrastruktur
Dampierre-lès-Conflans war bis weit ins 20. Jahrhundert hinein ein vorwiegend durch die Landwirtschaft (Ackerbau, Obstbau und Viehzucht) und die Forstwirtschaft geprägtes Dorf. Die Wasserkraft des Ruisseau de Cou wurde früher für den Betrieb einer Mühle genutzt. In Varigney befand sich eine Gießerei, welche das wirtschaftliche Leben des Ortes prägte. Heute gibt es einige Betriebe des lokalen Kleingewerbes, darunter einen Betrieb, der auf die Herstellung von Posamenten spezialisiert ist, und ein Unternehmen des Baugewerbes. In den letzten Jahrzehnten hat sich das Dorf zu einer Wohngemeinde gewandelt. Viele Erwerbstätige sind deshalb Wegpendler, die in den größeren Ortschaften der Umgebung ihrer Arbeit nachgehen.
Die Ortschaft liegt abseits der größeren Durchgangsachsen an einer Departementsstraße, die von Conflans-sur-Lanterne nach Anchenoncourt führt. Weitere Straßenverbindungen bestehen mit Jasney und Bassigney.

## Partnerschaft
Seit 1993 unterhält Dampierre-lès-Conflans eine Partnerschaft mit der Gemeinde Roccagiovine in der italienischen Region Latium.